# 143 v.Chr.

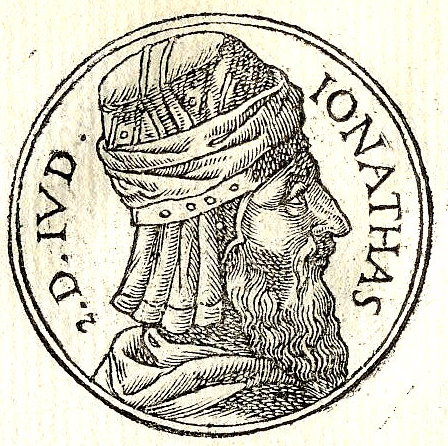
Houtsnede, voorstellende Jonathan Makkabeüs, in het 16e-eeuwse Promptuarii Iconum Insigniorum

143 v.Chr. is een jaartal volgens de christelijke jaartelling.

## Gebeurtenissen

### Italië
- In Rome worden Appius Claudius Pulcher en Quintus Caecilius Metellus Macedonicus, door de Senaat benoemd tot consul van het Imperium Romanum.

### Europa
- In Hispania verslaat de 64-jarige Caecilius Metellus, de opstandige Lusitaniërs onder Viriathus en probeert tevergeefs de stad Numantia te belegeren.

### Perzië
- De 18-jarige Demetrius II Nicator maakt plannen voor een veldtocht tegen de Parthen en verzamelt een expeditieleger om naar het Oosten te marcheren.

### Palestina
- Jonathan de Makkabeeër wordt in Jeruzalem door Diodotus Tryphon vermoord, zijn broer Simon de Makkabeeër volgt hem op als leider van de Hasmoneeën.

## Geboren
- Marcus Antonius Orator (~143 v.Chr. - ~87 v.Chr.), Romeins consul en redenaar

## Overleden
- Aristarchus van Samothrace (~215 v.Chr. - ~143 v.Chr.), Grieks grammaticus (72)
- Jonathan de Makkabeeër, Joodse leider van de Makkabese Opstand